# Якшиваново
Якшиваново (баш. Яҡшиван) — деревня в Уфимском районе Республики Башкортостан Российской Федерации. Входит в состав Красноярского сельсовета.

## География

### Географическое положение
Находится на берегу реки Белой.
Расстояние до:
- районного центра (Уфа): 30 км,
- центра сельсовета (Красный Яр): 7 км,
- ближайшей ж/д станции (Уфа): 30 км.

## Население
| 2002 | 2009 | 2010 |
| ---- | ---- | ---- |
| 38   | ↘34  | ↘32  |

Национальный состав
Согласно переписи 2002 года, преобладающие национальности — русские (45 %), татары (39 %).